# Macratria brevevittata
Macratria brevevittata es una especie de coleóptero de la familia Anthicidae.

## Distribución geográfica
Habita en Madagascar.